# Simonite
La simonite è un minerale.